# Marina Kress
Marina Kress (23 de agosto de 1980) é uma basquetebolista profissional bielorrussa.

## Carreira
Marina Kress integrou a Seleção Bielorrussa de Basquetebol Feminino, na Pequim 2008, que terminou na sexta colocação.